# 기쓰네노 요메이리

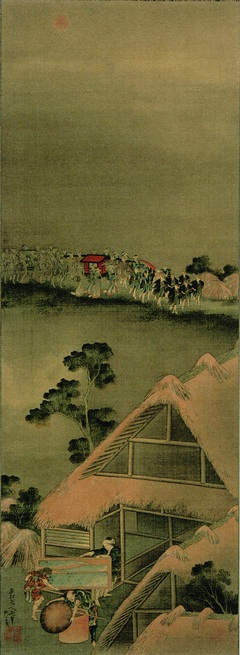
가쓰시카 호쿠사이 그림 《기쓰네노요메이리즈》(狐の嫁入図, 여우혼례도)

기쓰네노 요메이리(일본어: 狐の嫁入り, "여우의 시집가기")는 일본의 혼슈, 시코쿠, 규슈에 전해 내려오는 괴이 현상이다.
이 현상은 크게 두 가지 유형으로 나뉘는데, 제등 무리를 연상시키는 밤중의 수많은 도깨비불(여우불)과, 해가 비치는 와중에도 비가 내리는 이른바 여우비가 그것이다. 두 현상 모두 인간을 홀린다고 알려진 여우와 관련이 있으며, 고전의 괴담, 수필, 전설 등에서는 기이한 혼례 행렬에 대한 전승도 확인된다.
헤이세이 시대 이후 근대에도 이와 관련된 신사의 의식이나 축제가 일본 각지에서 개최되고 있다.

## 도깨비불로서의 "기쓰네노 요메이리"
호레키 시대의 에치고국(현 니가타현) 지리지인 《에치고 나요세》(越後名寄)에는 도깨비불로서의 "기쓰네노 요메이리"의 모습이 다음과 같이 서술되어 있다.
밤중 어느 때 어디선가 알 수 없이 고요한 밤에, 제등이나 횃불과 같은 불빛이 대략 1리 정도를 간격 없이 이어져 먼 곳에서 보이는 일이 있다. 이는 어디에서나 드물게 있는 일이지만, 카모하라군에서는 때때로 일어난다. 이를 아이들은 여우의 혼례라 부르곤 한다.
여기에서는 밤중의 도깨비불이 4km(일본의 1리) 가까이 늘어서서 보이는 것을 "여우의 혼례"(狐の婚)라고 부르는 것이 언급되어 있으며, 이와 마찬가지로 니가타현 나카쿠비키군과 같은 현의 우오누마 지방, 아키타현, 이바라키현 사쿠라가와시, 같은 현 니시이바라키군 나나에무라(현 시오사토초), 같은 현 히타치오타시, 사이타마현 고시가야시와 같은 현 지치부군 히가시치치부무라, 도쿄도 타마 지역, 군마현, 도치기현, 야마나시현 호쿠토시 무카와무라, 미에현, 나라현 가시하라시, 돗토리현 사이하쿠군 난부초 등에서 밤중의 산야에 도깨비불(여우불)이 이어져 보이는 것을 "기쓰네노 요메이리"라고 부른다.
옛날 에도의 도시마무라(현 도쿄도 키타구 도시마, 같은 구 오지)에서도 어둠 속에서 도깨비불이 연속적으로 흔들리며 보이는 것을 "기쓰네노 요메이리"라고 불렀으며, 이는 같은 마을에 전해 내려오는 "도시마 칠대 불가사의" 중 하나로도 꼽힌다.
지방에 따라 다양한 명칭이 있어서, 비슷한 현상을 사이타마현 소카시나 이시카와현 호쓰군 노토초(현 호스군 노토초)에서는 "기쓰네노 요메토리"(狐の嫁取り, 여우의 신부맞이)라고 하며, 시즈오카현 누마즈시 등에서는 "기쓰네노슈겐"(狐の祝言, 여우의 축연)이라고도 부른다. 도쿠시마현에서는 이러한 도깨비불을 혼례가 아닌 여우의 장례식이라 하여 사람이 죽을 조짐으로 여겼다.
일본에서 결혼식장이 보급되지 않았던 시기까지는, 결혼식에서는 시집가는 신부가 저녁때 제등 행렬로 맞이하는 것이 일반적이었고, 이어지는 도깨비불의 모습이 횃불을 이은 혼례 행렬의 모습과 비슷하기 때문에, 또는 여우가 혼례를 위해 밝힌 제등으로 여겨졌기 때문에 이렇게 불린 것으로 여겨진다. 혼인하는 이가 여우로 여겨진 것은, 혼례와 같은 모습이 보이는데도 실제로는 어디에도 혼례가 없다는 점을, 사람을 홀린다고 알려진 여우와 연관 지어 이름 붙였다거나, 멀리서 보면 불빛이 보이지만 가까이 가면 보이지 않게 되어 마치 여우에게 홀린 것 같다는 등의 설이 있다.
니가타현의 기린산에도 여우가 많이 살았고, 밤에는 제등을 든 혼례 행렬이 있었다고 전해지는데, 이 니가타와 나라현 시키군 등에서는 여우 혼례를 농업과 연관 지어 생각했으며, 도깨비불의 수가 많은 해는 풍년, 적은 해는 흉작이라고 했다. 이에 대해서는, 여우불이 인의 발광으로 여겨졌기 때문에, 여우불이 많이 보이는 시기에는 농작물의 생육에 필수불가결한 인이 토양 속에 많이 생성되어 있었다고도 여겨진다.

이러한 도깨비불의 정체에 대해서는 실제 등불을 잘못 본 것이거나, 이상 굴절의 빛을 착각한 것이라고도 여겨진다. 또한, 전쟁 이전의 일본에서는 "무시오쿠리"(虫送り, 벌레 보내기)라 하여, 농작물을 병충해로부터 보호하기 위해 모내기 후에 횃불을 밝혀 들고 논두렁을 걸어 다니는 행사가 있었는데, 여우 혼례가 모내기 후의 여름에 출현하고, 논을 없애면 보이지 않게 되었다는 이야기가 많은 것으로 보아, 무시오쿠리의 등불을 잘못 본 것이라는 가능성도 제기되고 있다.

기쓰네노요메이리
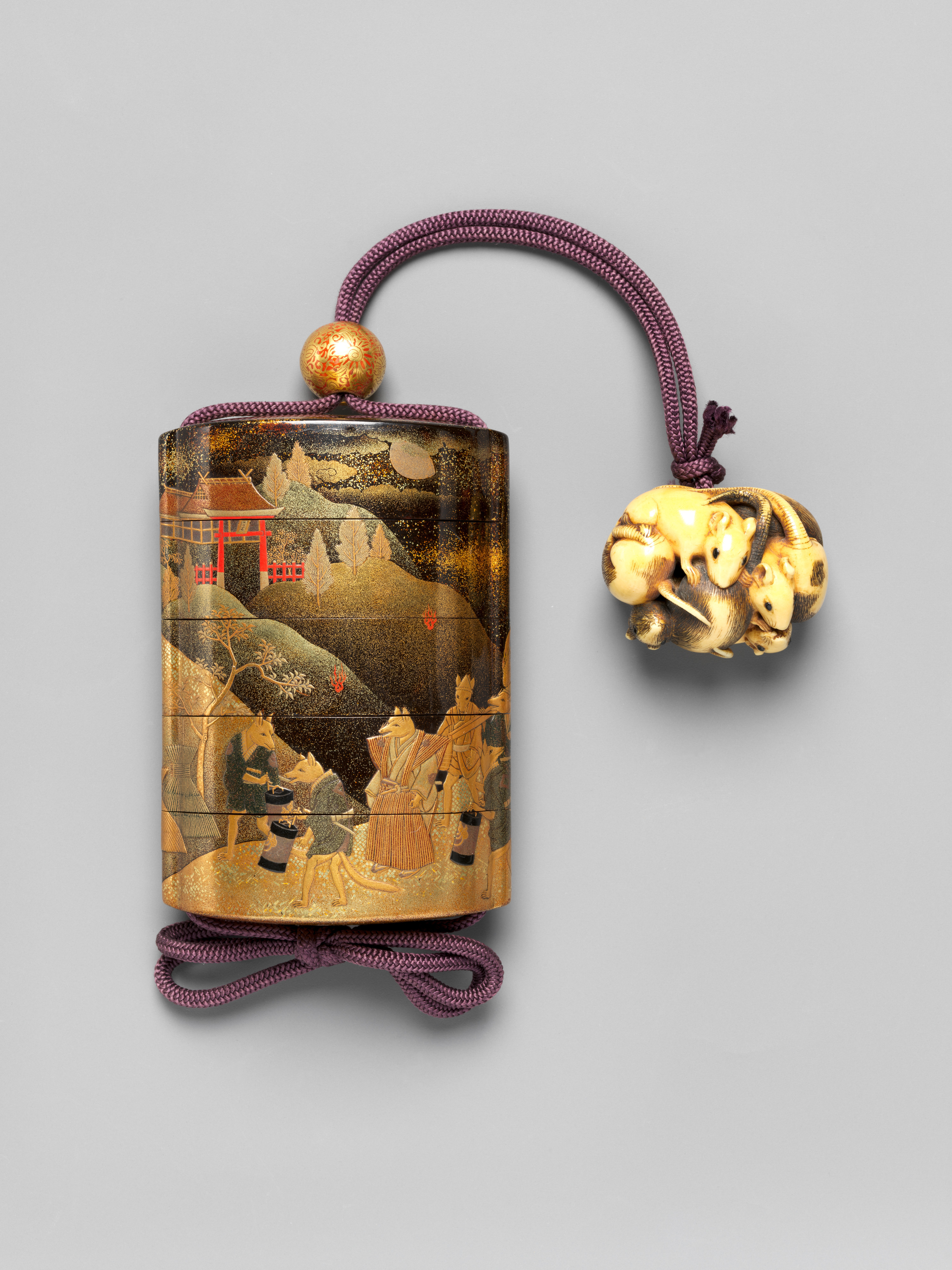
기쓰네노요메이리를 그린 인롱(겉면)
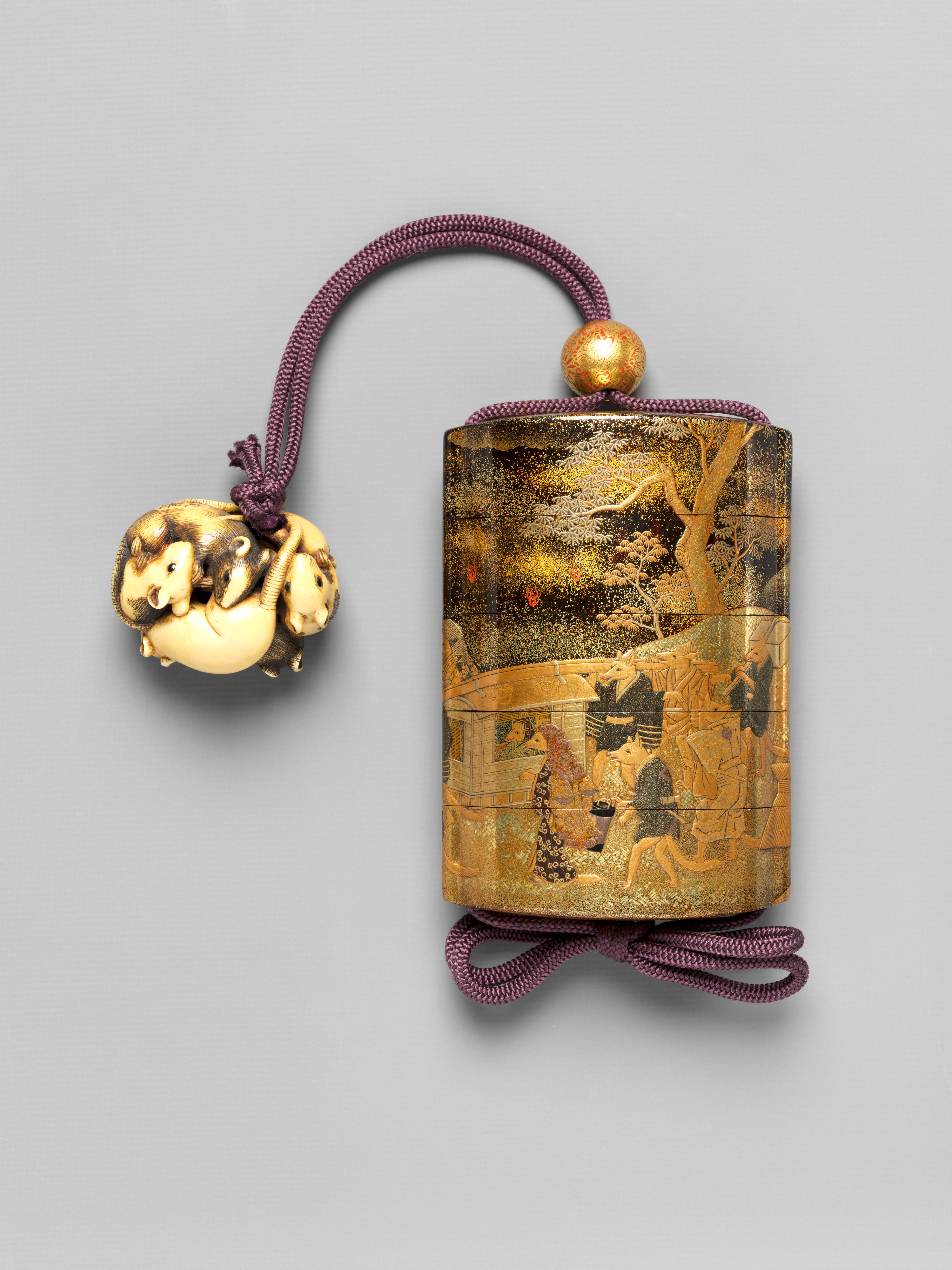
가마에 탄 여우 신부(뒷면)

## 날씨와 관련된 구전

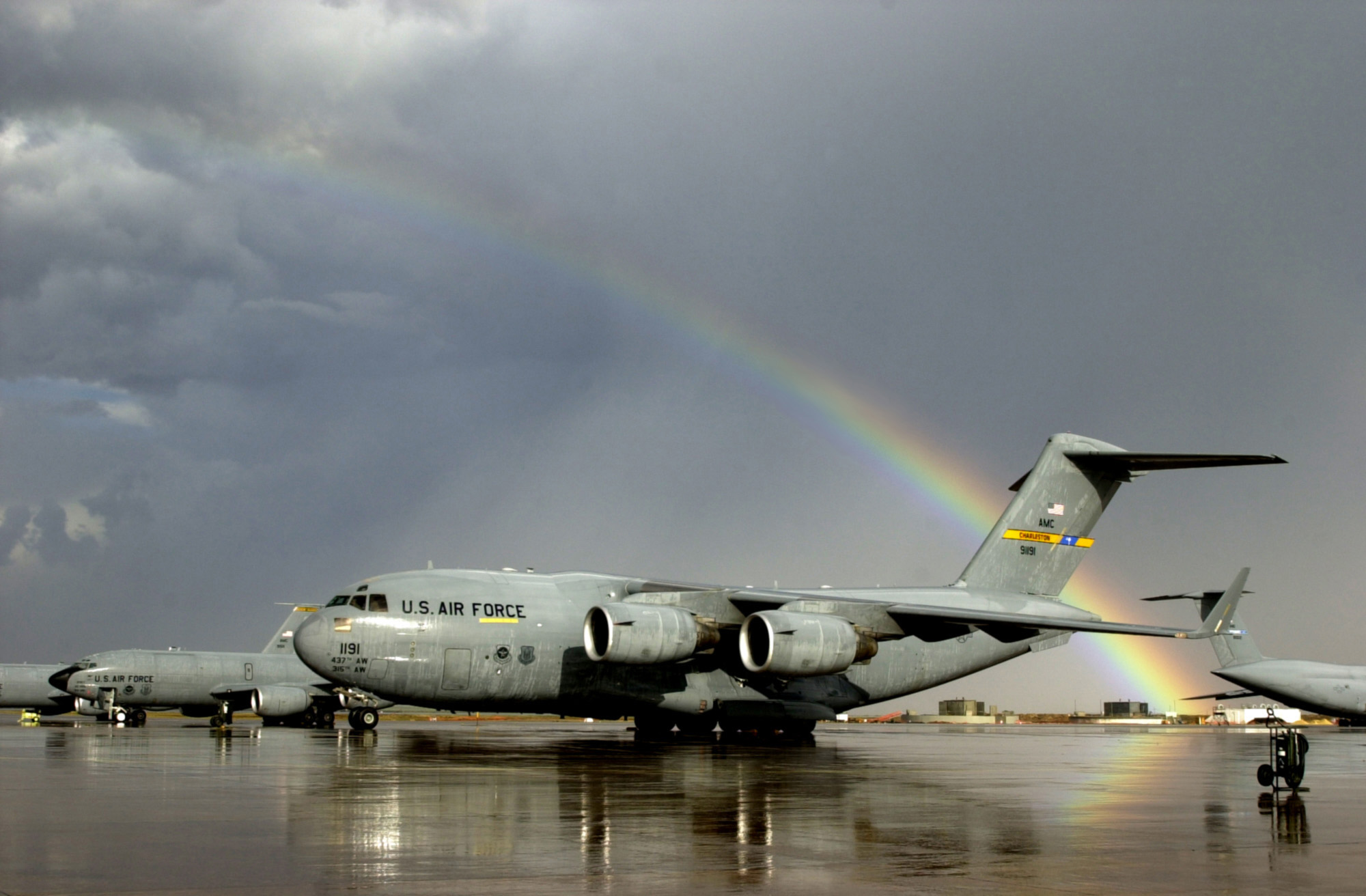
여우비 직후의 모습

간토 지방, 주부 지방, 긴키 지방, 주고쿠 지방, 시코쿠, 규슈 등 일본 각지에서 맑은 날 비를 "기쓰네노 요메이리"라고 부른다.
도깨비불과 마찬가지로, 지방에 따라 다양한 명칭이 있어서, 아오모리현 남부 지방에서는 "기쓰네노 요메토리"(狐の嫁取り, 여우의 신부맞이), 가나가와현 지가사키시 세리사와와 도쿠시마현 아스군 야마루이에서는 "기쓰네아메"(狐雨, 여우비), 지바현 히가시이스미군에서는 마찬가지로 "기쓰네노슈겐"(狐の祝言, 여우의 축연)이라고 한다. 지바현 히가시카쓰시카군에서도 아오모리와 마찬가지로 "기쓰네노요메도리아메"(狐の嫁取り雨, 여우의 신부맞이 비)라고 하는데, 이는 예전 이 지역의 농가에서는 신부를 노동력으로 여겨, 집안의 번영을 위해 자손을 낳는 존재로서 신부를 "맞이한다"고 생각했던 것에서 유래한다.
맑은 날 비를 이렇게 부르는 것은, 맑은데도 비가 내리는 거짓말 같은 상태를, 무언가에 홀린 것 같은 감각을 느껴서 부른 것으로 여겨지며, 예전에 여우에게는 요괴와 같은 신비한 힘이 있다고 알려져 있었기 때문에, 여우의 소행으로 보아 "기쓰네노 요메이리"라고 불렀다고도 한다. 그 외에도, 맑은 날 비가 내릴 때는 여우의 혼례가 진행되고 있다거나, 산기슭은 맑은데 산 위에만 비가 내리는 맑은 날 비가 많은 것으로 보아, 산 위를 지나가는 여우의 행렬을 사람 눈에 띄지 않게 하기 위해 여우가 비를 내리게 한다고 여겨졌다거나, 경사스러운 날임에도 눈물을 흘리는 신부도 있었을 것이라 하여, 이상한 날씨인 맑은 날 비를 이렇게 불렀다거나, 가뭄에 비가 내리는 이상함을, 앞서 말한 도깨비불의 이상함에 빗대어 부르게 되었다는 등의 설이 있다.
여우 혼례와 날씨의 관련성은 지방에 따라 다른 경우도 있어서, 구마모토현에서는 무지개가 떴을 때, 아이치현에서는 우박이 내렸을 때 여우 혼례가 있다고 한다.

## 고전과 전설에서의 "기쓰네노 요메이리"
앞서 언급한 혼례를 연상시키는 자연현상뿐만 아니라, 에도 시대의 고서나 지역에 따라서는 전설에서도 실제로 혼례의 흔적이 있었다는 이야기가 있다. 사이타마현 교다시에서는 야고의 가스가 신사에 여우 혼례가 자주 나타난다고 하며, 그때는 실제로 길 곳곳에 여우의 배설물이 있었다고 한다. 기후현 무기군 호라도무라(현 세키시)에서는 도깨비불이 보이는 것뿐만 아니라, 대나무가 타서 갈라지는 소리가 들리는 등의 현상이 며칠 동안 계속되었으나, 확인해 보면 그런 흔적은 없었다고 한다.
간에이 시대의 수필 《금일창괴담집》(今昔妖談集)에는 에도의 혼조 다케초, 분세이 시대의 책자 《에도치리히로이》(江戸塵拾)에는 역시 에도의 핫초보리, 간세이 시대의 괴담집 《가이단로노쓰에》(怪談老の杖)에는 조슈(현 군마현) 간다무라에서 각각 기묘한 혼례 행렬이 목격되었으며, 그것이 실은 여우였다는 이야기가 있다.
이처럼 여우들끼리의 혼례를 슬쩍 인간들에게 보여주는 이야기는 전국적으로 분포하고 있다. 한 예로 민간의 전승에서는, 사이타마현 소카시의 전승에서 센고쿠 시대에 어떤 여성이 연인과 결혼을 약속했음에도 병으로 죽게 되어, 그 한이 여우에게 옮겨가 여성이 묻힌 곳 부근에서 여우의 혼례 행렬이 보이게 되었다는 전설이 있다. 또 시나노국(현 나가노현)의 민화에서는 어떤 노인이 새끼 여우를 도와준 것을 계기로, 이후 성장한 여우가 혼례를 맞이하여 노인에게 감사의 뜻으로 예물을 가져왔다는 이야기가 있다. 이러한 혼례 이야기에서는 앞서 언급한 것과 같은 자연현상 및 초자연의 "기쓰네노 요메이리"가 무대 장치처럼 기능하고 있으며, 낮의 혼례는 맑은 날 비 속에서, 밤의 혼례는 도깨비불 속에서 이루어지는 경우가 많다.
특정한 동작을 하면 여우 혼례가 보인다는 전승도 각지에 있어서, 후쿠시마현에서는 음력 10월 10일 저녁에 절구를 머리에 쓰고 허리에 절구공이를 꽂고 감나무 아래에 서거나, 아이치현에서는 우물에 침을 뱉고 손가락을 맞잡아 그 구멍으로 들여다보면 여우 혼례가 보인다고 한다.
에도 시대 즈음에는 이러한 "기쓰네노 요메이리"의 전승이 믿어졌기 때문에, 인간이 여우로 가장하여 "기쓰네노 요메이리"를 연출했다 해도 서민들은 그것을 간파할 수 없었다고 하여, 인위적인 장치였을 가능성도 제기되고 있다.

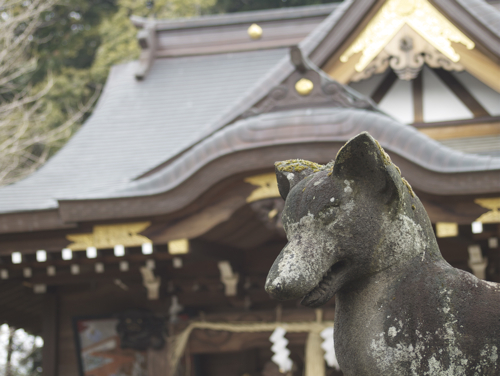
이바라키현 류가사키시의 메바케 신사

여우들끼리의 결혼이 아닌, 인간 남성에게 암여우가 시집가는 이야기도 있어서, 대표적인 것으로는 인형극으로도 만들어졌고, 헤이안 시대의 음양사 아베노 세이메이의 출생과 관련된 것으로도 알려진 《구즈노하》(葛の葉)를 들 수 있다. 이 외에도 《일본현보선악영이기》나 1857년의 지리지 《도네가와즈시》(利根川図志) 등에 비슷한 이야기가 있다. 후자는 간토의 제갈공명으로 비유되는 실존 무장 구리바야시 요시나가와 관련된 것으로, 이바라키현 우시쿠시의 메바케초 이름의 유래이기도 하며, 같은 현 류가사키시에 메바케 신사로서 여우가 모셔져 있다.。
또한 《곤자쿠 이야기집》(今昔物語集)과 1689년의 《혼초우코지인넨슈우》(本朝故事因縁集, 한국 한자음: 혼초고사인연집), 1696년의 괴담집 《다마바하키》(玉掃木)에는 기혼 남성에게 여우가 그의 아내로 변신해 나타나는 이야기가 있다. 참고로 1677년의 괴담집 《도노이구사》(宿直草)에서는 반대로, 수컷 여우가 인간 여성을 사모하여 그 여인의 남편으로 변신해 관계를 맺고, 기이한 모습의 아이가 태어나는 이야기가 있다.

## 관련 작품
에도 시대의 우키요에 화가 가쓰시카 호쿠사이의 《기쓰네노요메이리즈》(狐の嫁入図, 여우혼례도)에서는, 맑은 날 비가 내릴 때는 여우 혼례가 있다는 속신을 바탕으로, 여우의 혼례 행렬과 갑작스러운 맑은 날 비에 놀라 농작물을 거두어들이는 사람들의 모습이 그려져 있다(그림 참조). 이처럼 공상 속의 정경으로서 여우들과 현실의 농촌 풍속을 동시에 그림 속에 그리는 것은 드문 예라고 지적되고 있다.
같은 시대의 하이쿠 시인 고바야시 잇사의 구절에도 "가을불이여 산은 여우의 혼례비"(秋の火や山は狐の嫁入雨)가 있다. 메이지 시대의 하이쿠 시인이자 가인인 마사오카 시키는 단카에서 "푸른 하늘에 소나기 지나는 말 때에 여우의 대왕이 처를 맞이하는가"라고 읊었다.
인형극 《단노우라카부토군키》(壇浦兜軍記, 1732년 초연)에서도 "방금 전까지 맑디맑은 날씨였는데, 이런, 여우 혼례의 갑작스러운 비"라고 하며, 전후에는 시대소설 《오니헤이 완카초우》(鬼平犯科帳)에 "여우비"라는 제목의 한 편이 있다.

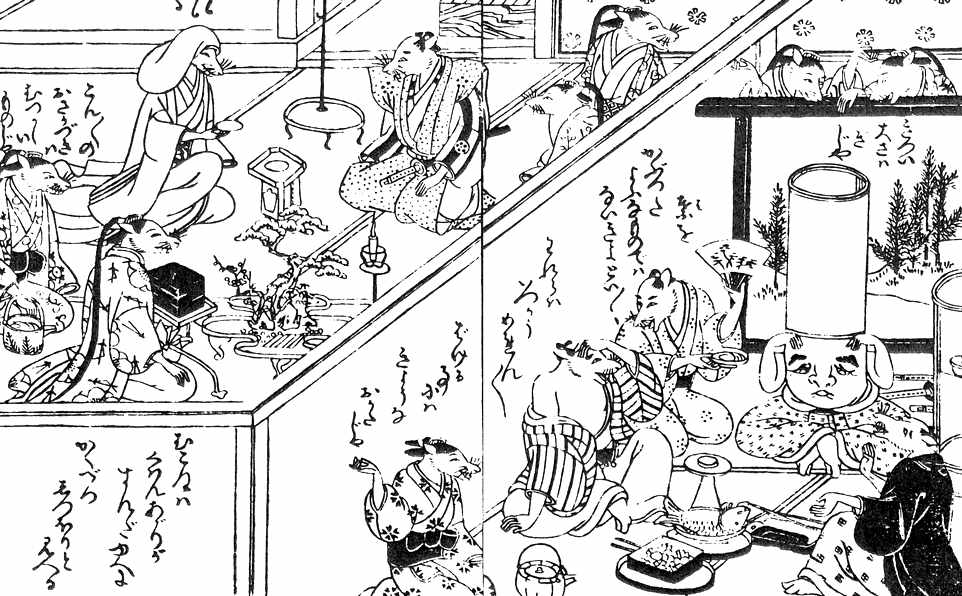
《슈겐키쓰네노무코뉴》(축연 여우의 신랑맞이). 근세의 작품으로 여겨지나, 제작 시기와 작자는 불명이다.

그 외에도 1785년의 《나이모노쿠오키쓰네노무코이리》(無物喰狐婿入, 기타오 마사미 그림), 1796년의 《무카시가타리키쓰네노요메이리》(昔語狐娶入, 기타오 시게마사 그림), 1799년의 《아나카시코키쓰네노엔구미》(穴賢狐縁組, 주펜샤 잇쿠 그림) 등의 에도 시대의 구사조시나 기뵤시, 《슈겐키쓰네노무코뉴》(祝言狐のむこ入), 《에혼아쓰메쿠사》(絵本あつめ草)와 같은 에도 시대의 가미가타 그림책에도, 의인화된 여우가 혼례를 치르는 "기쓰네노 요메이리"가 그려져 있다. 이들은 의인화된 동물의 혼례를 그린 "혼례물"이라고 불리는 종류의 작품이지만, 여우들에게 에도의 구체적인 이나리노카미의 이름이 붙여져 있다는 특징이 있다. 이는 이나리 신앙과 혼례물이 모두 에도의 서민들에게 깊이 침투해 있었음을 보여주는 것으로 여겨지고 있다.
민간에서는, 고치현의 아카오카초(현 고난시) 등에서, "맑은 날에 비가 내리면 여우의 혼례"(日和に雨が降りゃ 狐の嫁入り)라는 동요가 있어서, 맑은 날 비가 내리는 날에는 실제로 여우의 혼례 행렬이 보인다고 전해졌다.

## 관련 행사

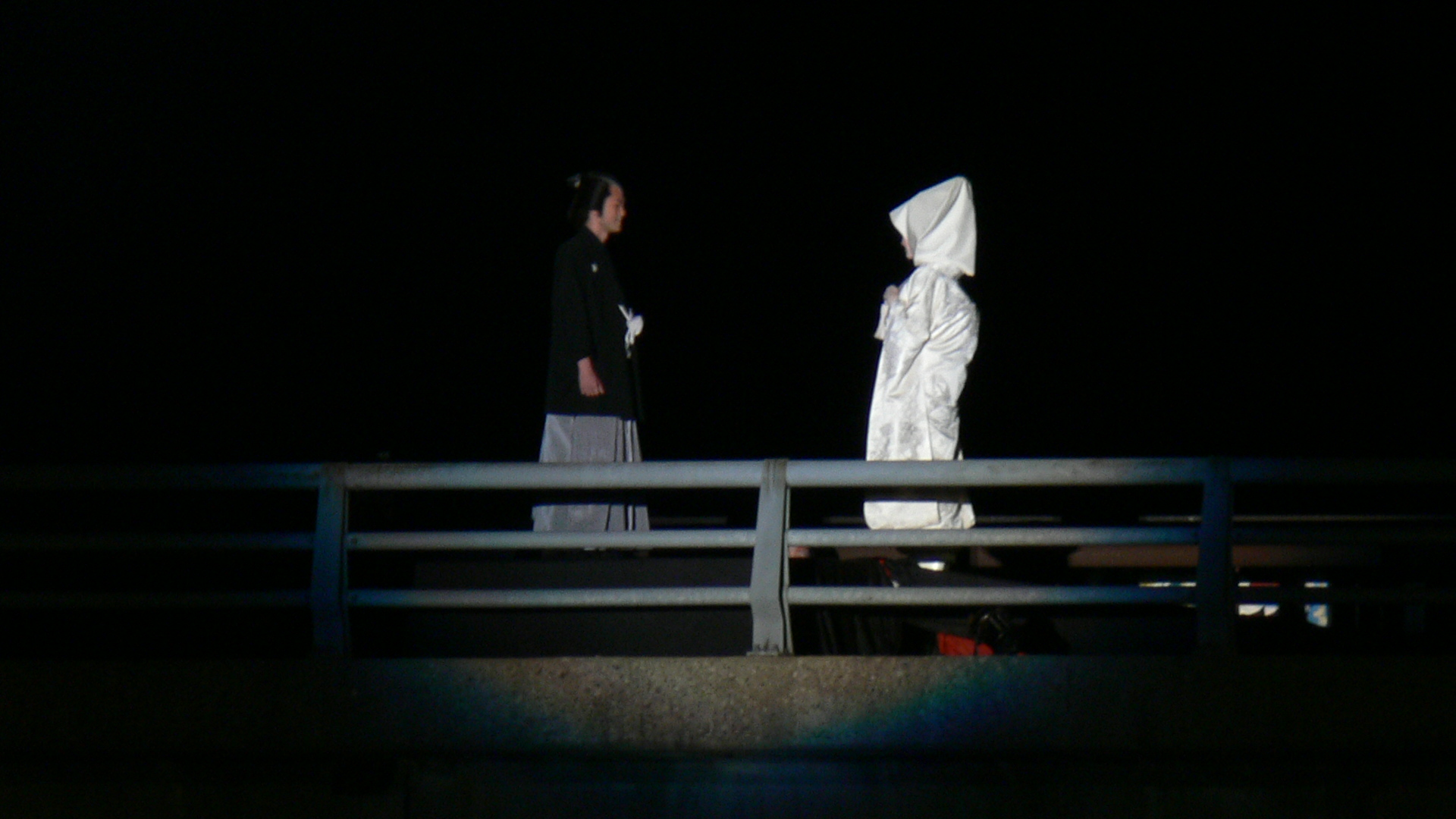
쓰가와의 기쓰네노 요메이리 행렬의 혼례 재현 장면

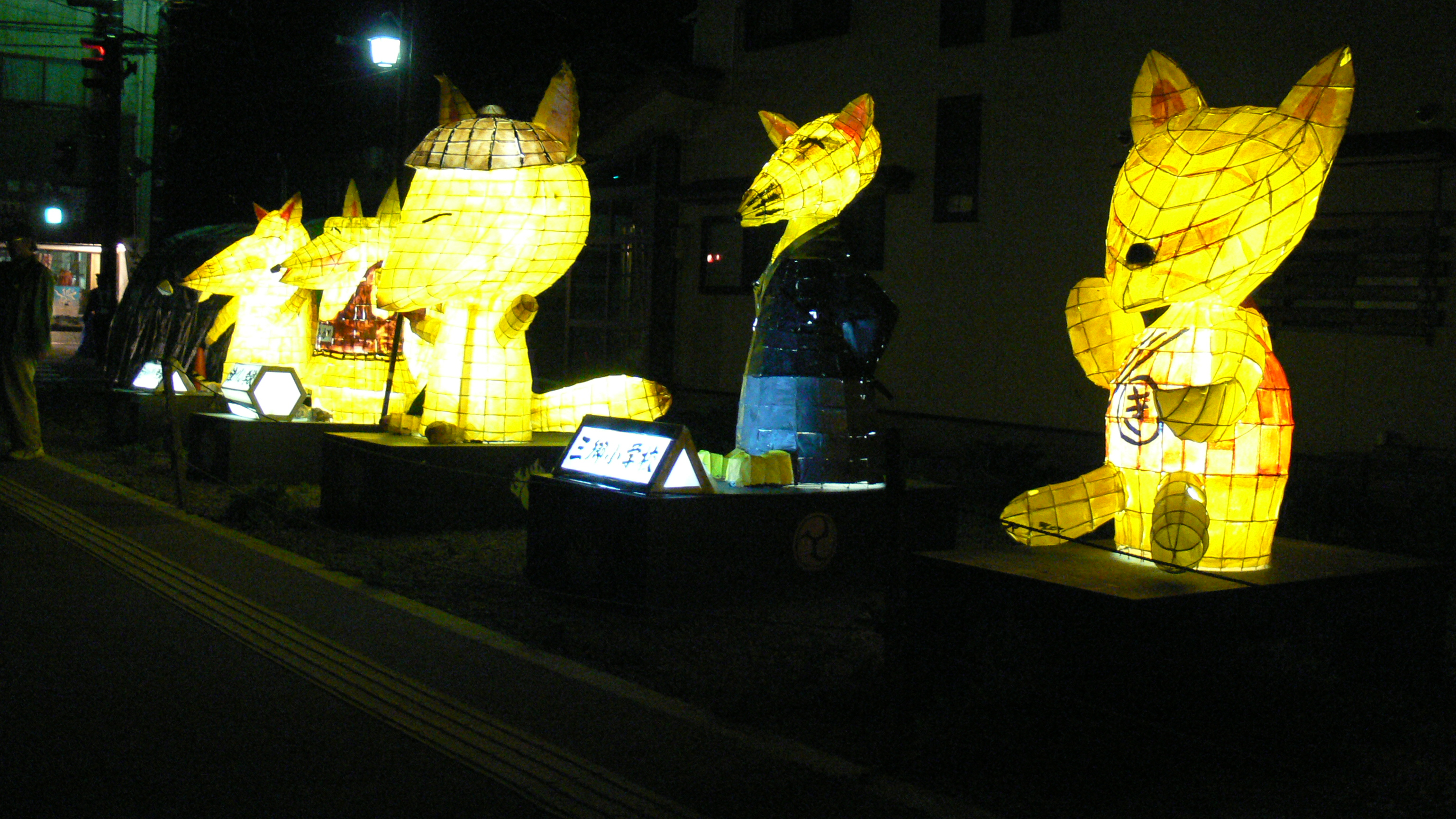
쓰가와의 기쓰네노 요메이리 행렬의 여우 모양 빛 조형물

앞서 언급한 니가타현의 기린산의 혼례 행렬에서 유래한 축제 행사로, 같은 현 히가시카반바라군 아가마치 쓰가와 지구에서는 "기쓰네노 요메이리 행렬"(狐の嫁入り行列)이 진행되고 있다. 원래는 여우불의 명소로서 1952년경부터 여우불에 관한 이벤트가 열렸으며, 한때 중단되었던 이 이벤트가 1990년에 혼례 행렬을 주체로 한 관광 이벤트로 부활되어 매년 4만 명의 관광객이 찾는 성황을 이루고 있다(상세한 내용은 기쓰네노 요메이리 행렬 참조).
야마구치현 구다마쓰시의 하나오카 후쿠토쿠 이나리 신사에서도 매년 11월 3일의 이나호 마쓰리에서 "기쓰네노 요메이리"(きつねの嫁入り)가 열리고 있다. 이는 같은 신사에서 오래전부터 진행되어 온 풍작 기원의 이나호 마쓰리가 전후의 혼란기에 중단되었다가, 지역의 뜻있는 사람들이 같은 신사에서 흰 여우 부부가 잃어버린 물건을 찾아주거나 오곡풍양(五穀豊穣)과 상업번창의 신으로 모셔졌던 것을 참고하여 여우 부부의 결혼식을 재현한 것이라고도 하며, 에도 시대에 절의 주지가 꿈에 나타난 흰 여우 부부의 의뢰로 공양을 드렸더니 분실되었던 염주가 발견되었다는 전설에 따라 1950년부터 시작되었다고도 한다. 구다마쓰시 시민들 중에서 여우 부부를 연기할 시민이 선발되는데, 신부 역을 맡은 여성은 좋은 인연을 만나게 된다고 하여, 같은 신사는 인연 맺음의 이익도 있다고 전해진다.
미에현 요카이치시 가이산도의 가이산도 이나리 신사에서도 매년 세쓰분에 "기쓰네노 요메이리 행렬" 신사 의식이 열린다. 이것 역시 에도 시대에 악귀 퇴치 의식으로서 진행되었던 것이 전후에 부활한 것으로, 그 해의 액년인 남녀가 신사의 총본가의 새끼 여우와 가이산도 이나리 신사의 신사 집안의 딸 여우로 분장하여 혼례의 모습이 재현되며, 많은 참배객의 성황을 이루고 있다.

## 같이 보기
- 여우비

## 주해
1. ↑  日野 1926, 76쪽에서 인용.
2. ↑  영어로는 '원숭이 시집가기'(monkey's wedding)라는 것이 있다.
3. ↑  柴田 1963, 91쪽에서 인용.
4. ↑  近松他 1980, 551쪽, 近森 1974, 37쪽에서 인용.

## 참고문헌
- 大沢俊吉 (1981년 6월 1일). 《行田の伝説と史話》. 国書刊行会.
- 岡崎柾男 (1998년 8월). 《江戸の闇・魔界めぐり 怨霊スターと怪異伝説》. 東京美術. ISBN 978-4-8087-0652-4.
- 京極夏彦 (2004년 7월 31일).  多田克己; 久保田一洋, 편집. 《北斎妖怪百景》. 国書刊行会. ISBN 978-4-336-04636-9.
- 倉林正次他編著 (1987년 3월). 《草加市史》 民俗編. 草加市.
- 小池正胤 (1988년 6월 30일). 《江戸の絵本 初期草双紙集成》 III. 国書刊行会. ISBN 978-4-336-02082-6.
- 柴田宵曲 (1963년 1월). 《妖異博物館》. 青蛙房.
- 鈴木棠三 (1982년 11월). 《日本俗信辞典 動・植物編》. 가도카와 쇼텐. ISBN 978-4-04-031100-5.
- 武光誠 (1998년 5월 21일). 《歴史から生まれた日常語の由来辞典》. 東京堂出版. ISBN 978-4-490-10486-8.
- 近森敏夫 (1974년 1월). 《土佐わらべうたの記》. 塙新書. 塙書房.
- 近森敏夫他 (1980년 7월). 《赤岡町史》. 赤岡町.
- 角田義治 (1982년 7월). 《怪し火・ばかされ探訪》. 創樹社. ISBN 978-4-7943-0170-3.
- 飛田健彦 (1998년 12월 29일). 《百貨店ものがたり 先達の教えにみる商いの心》. 国書刊行会. ISBN 978-4-336-04100-5.
- 半藤一利 (1999년 5월). 《一茶俳句と遊ぶ》. PHP新書. PHP研究所. ISBN 978-4-569-60607-1.
- 日野巌 (2006년 12월) [1926]. 《動物妖怪譚》. 中公文庫 下. 中央公論新社. ISBN 978-4-12-204792-1.
- 村上健司編著 (2005년 7월 16일). 《日本妖怪大事典》. Kwai books. 가도카와 쇼텐. ISBN 978-4-04-883926-6.
- 村上健司 (2008년 3월 25일). 〈奇祭「狐の嫁入り」を訪ねて〉. 《DISCOVER妖怪 日本妖怪大百科》. KODANSHA Official File Magazine. VOL.07. 講談社. ISBN 978-4-06-370037-4.
- 渡辺昭五他 (1994년 1월) [1985].  渡辺静夫, 편집. 《日本大百科全書》 第6巻 2版판. 小学館. ISBN 978-4-09-526106-5.
- 鈴木棠三, 편집. (1963년 2월). 《俳説ことわざ辞典》. 東京堂出版.
- 尚学図書, 편집. (1986년 4월). 《故事ことわざの辞典》. 小学館. ISBN 978-4-09-501121-9.
- 静岡県方言研究会・静岡大学方言研究会共編, 편집. (1987년 4월). 《図説静岡県方言辞典》. 吉見書店.
- 堀井令以知, 편집. (1995년 9월). 《大坂ことば辞典》. 東京堂出版,. ISBN 978-4-490-10400-4.
- 清原伸一, 편집. (2013년 10월 1일) [2009]. 《週刊 歴史のミステリー》. No.72 改訂版판. デアゴスティーニ・ジャパン.